# Заслуженный рационализатор Республики Беларусь
«Заслуженный рационализатор Республики Беларусь» (бел. Заслужаны рацыяналізатар Рэспублікі Беларусь) — почётное звание в Республике Беларусь. Присваивается по распоряжению Президента Республики Беларусь авторам рационализаторских предложений.

## Порядок присваивания

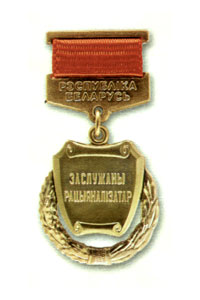
Изображение награды до 2020 года

Присваиванием почётных званий Республики Беларусь занимается Президент Республики Беларусь, решение о присвоении оформляется его указами. Государственные награды (в том числе почётные звания) вручает лично Президент либо его представители. Присваивание почётных званий Республики Беларусь производится на торжественной церемонии, государственная награда вручается лично награждённому, а в случае присваивания почётного звания выдаётся и свидетельство. Лицам, удостоенным почётных званий Республики Беларусь, вручают нагрудный знак.

## Требования
Почетное звание «Заслуженный рационализатор Республики Беларусь» присваивается авторам рационализаторских предложений, внедрение которых внесло значительный вклад в совершенствование производства, повышение продуктивности труда, улучшение качества продукции, условий труда и техники безопасности, обеспечение научно-исследовательского и учебного процесса, ведущим многолетнюю рационализаторскую деятельность.